# 齐侯匜

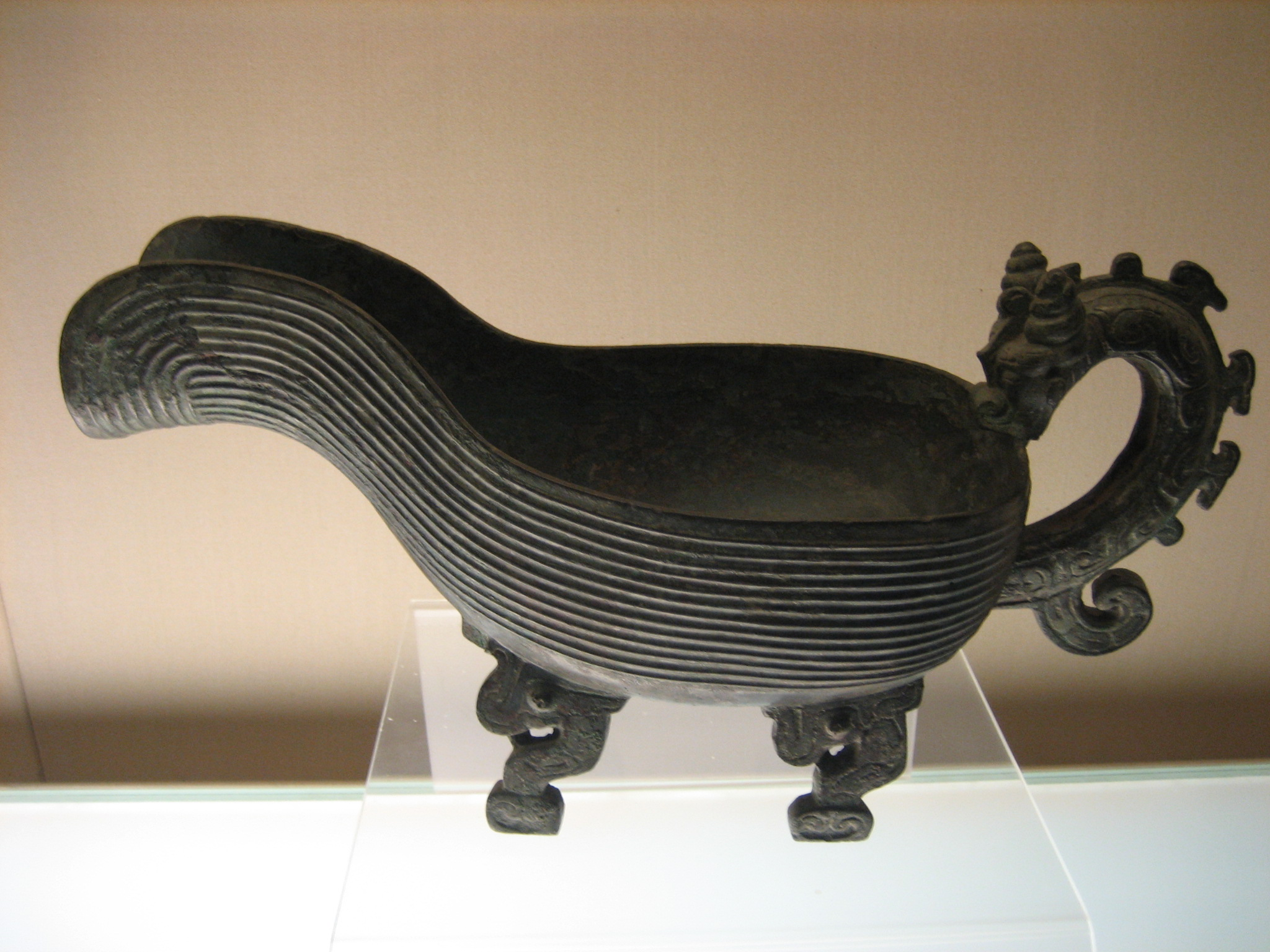
齐侯匜

齐侯匜，是中国春秋时期早期齐侯为其夫人所作的一件水器。现藏上海博物馆。

## 形制
该器有龙型把手，作探水状，四兽足，通体饰有平行条纹。齐侯匜较一般的青铜匜为大。

## 铭文
齐侯匜腹内底铸有铭文4行22字：

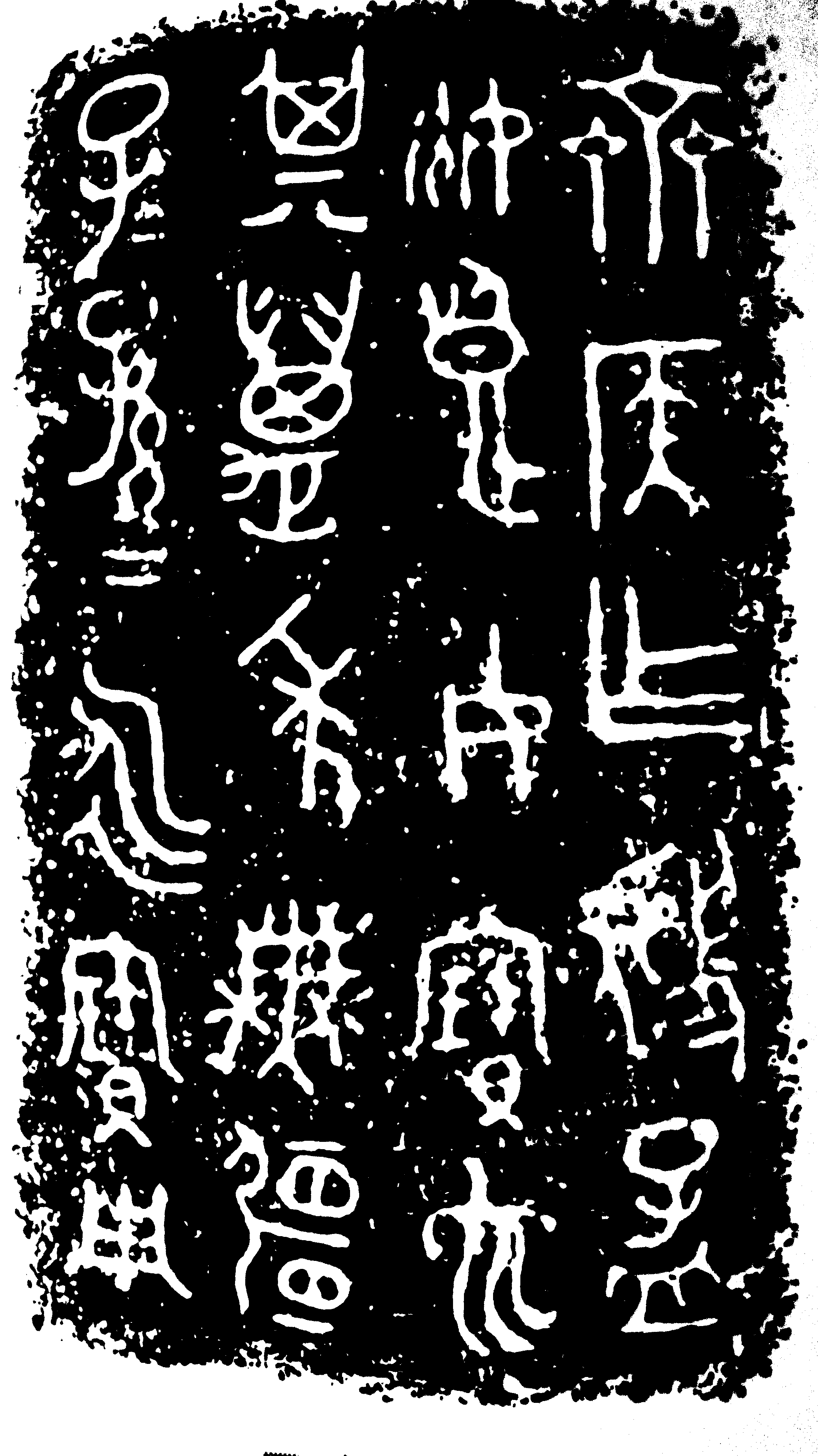
铭文

“齐侯乍（作）虢孟姬良女宝匜，其万年无疆，子子孙孙永宝用”
铭文记载了齐侯为虢孟姬良女作匜的事情。虢孟姬是虢国国君之女，嫁齐侯为夫人，反映了当时各诸侯国彼此通婚结为政治联盟的情况。